# Lac de Polýfyto
Le lac de Polýfyto, en grec moderne : Λίμνη Πολυφύτου, est un lac de barrage qui sépare en deux parties, à l'est, le district régional de Kozani en Macédoine-Centrale, Grèce. Le barrage s'élève à 112 mètres tandis que la superficie du lac est de 73 km2. Il est formé après la construction d'un barrage sur le fleuve Aliakmon, en 1973. La majeure partie de la superficie du lac, environ 70 %, est située sur le territoire du dème de Sérvia.
Le lac est traversé par l'impressionnant pont élevé de Sérvia, long de 1 372 mètres, l'un des plus longs de Grèce, à une hauteur de 55 mètres.
Dans les eaux du lac, 17 espèces de poissons d'eau douce ont été recensées, tandis que dans le delta du fleuve Aliakmon, on trouve également de nombreuses espèces de poissons. La zone du réservoir d'Aliakmon est un habitat important pour les oiseaux de proie, qui y trouvent de la nourriture, un abri et un refuge. La zone est également utilisée par les espèces migratrices comme refuge d'hiver. Plusieurs espèces d'herpétofaunes sont également signalées, et en ce qui concerne la faune mammalienne dans et autour du lac, dix espèces différentes de mammifères ont été récemment signalées.

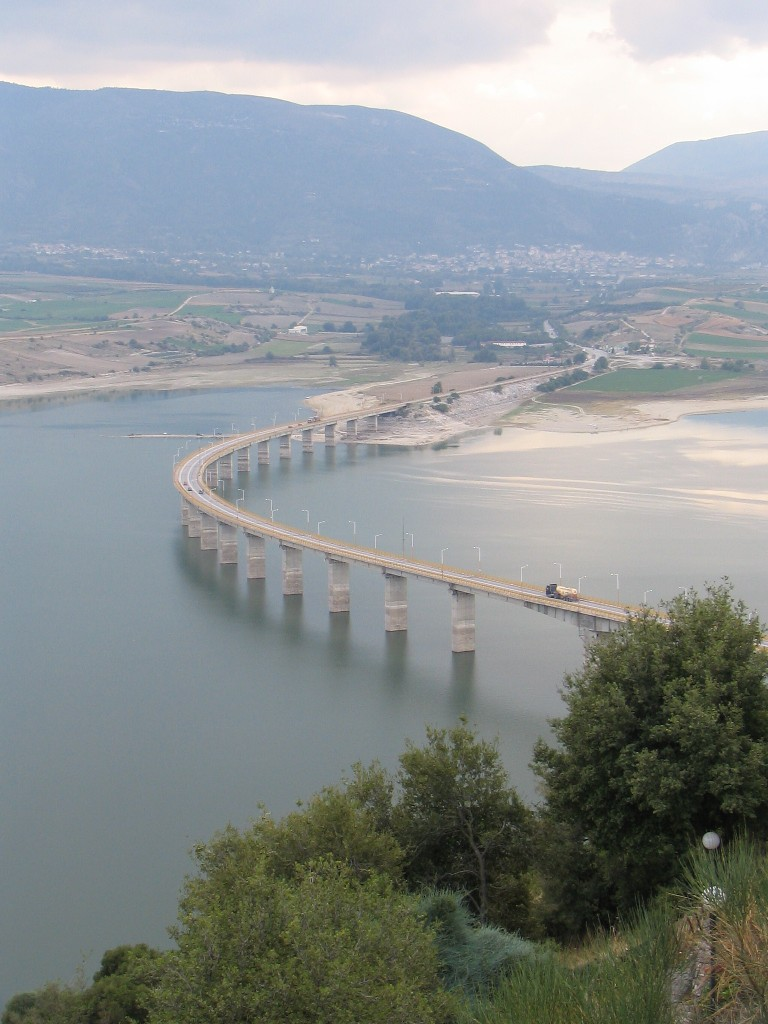
Le pont élevé de Sérvia traversant le lac de Polýfyto.